# リノメタル
株式会社リノメタル（英文社名: RINOMETAL Corporation）は、自動車用機能部品の金属プレス加工を行う会社。本社は埼玉県八潮市。

## 沿革
- 1955年（昭和30年）10月 - 東京都葛飾区に富士金属有限会社として設立。事務用品金具の製造を開始。
- 1964年（昭和39年）3月 - 富士金属株式会社に社名変更。
- 1967年（昭和42年）3月 - 埼玉県八潮市に八潮工場が完成。自動車用シートベルト部品の製造を開始。
- 1971年（昭和46年）3月 - NSKワーナー株式会社との取引を開始。
- 1977年（昭和52年）11月 - 資本金7,800万円に増資。
- 1980年（昭和55年）9月 - 自動変速機（オートマチックトランスミッション）用コアプレートのプレス加工開始。
- 1987年（昭和62年）2月 - 本社を埼玉県八潮市に移転。株式会社フジキンに社名変更。
- 1990年（平成2年）8月 - ワンウェイクラッチ保持器の絞り加工生産開始。
- 2002年（平成14年）12月 - アイダエンジニアリング製UL300トンプレス（量産ULプレス1号機）を導入。
- 2003年（平成15年）7月 - アイダエンジニアリング製UL250トンプレスを導入。
- 2004年（平成16年）12月 - アイダエンジニアリング製UL300トンプレスを導入。
- 2005年（平成17年）
  - 7月 - アイダエンジニアリング製UL200トンプレス導入。
  - 9月 - かんばん生産方式導入。TPS（トヨタ生産方式）展開。
- 2007年（平成19年）8月 - アイダエンジニアリング製UL200トントランスファープレスを導入。
- 2008年（平成20年）
  - 8月 - アイダエンジニアリング製UL1200トントランスファープレスを導入。
  - 9月 - 中小企業のものづくり基盤技術の高度化に関する法律に基づく経済産業省特定研究開発等計画の認定取得。
  - 12月 - ISO 9001認証取得。
- 2011年（平成23年）4月 - アイダエンジニアリング製UL600トンプレスを導入。
- 2012年（平成24年）
  - 1月 -
    - 中小企業の新たな事業活動の促進に関する法律に基づく経営革新計画書の承認取得。
    - 中小企業のものづくり基盤技術の高度化に関する法律に基づく経済産業省特定研究開発等計画の認定取得。

  - 6月 - アイダエンジニアリング製UL2000トンプレス導入。
- 2015年（平成27年）10月 - 創立60周年を迎える。
- 2023年（令和5年）5月 - Slack活用アワード決勝大会進出
  - 10月 - 株式会社リノメタルに社名を変更
  - 10月 - 全国クラウド実践大賞2023 関東・信越大会 最優秀賞受賞
  - 12月 - 全国クラウド実践大賞2023 全国大会 セールスフォース・ジャパン賞受賞
- 2024年（令和6年）3月 - 経済産業省主催 「DXセレクション2024」で準グランプリを獲得。

## 関連文献
- 平本式コミュニケーション心理学『経営者として変革に取り組み「指示命令型」から「自立した組織」へ』
- 平本式コミュニケーション 卒業生インタビュー「コミュニケーションが変わると人生が変わる！」
- 株式会社アグレックス『フジキン、「体験型PoC（概念実証）サービス」を用いて インフォアの製造業向けクラウドERPを導入』
- Infor（インフォア）「株式会社フジキン クラウドで運用負荷も軽減できる、パッケージ型のクラウド基幹業務システムとしてInfor CloudSuite Industrialを採用」
- マイナビ「（株）フジキンの新卒採用」